# Hibiscus Coast
Hibiscus Coast – gmina w Republice Południowej Afryki, w prowincji KwaZulu-Natal, w dystrykcie Ugu. Siedzibą administracyjną gminy jest Port Shepstone.